# 薩爾曼·塔西爾
薩爾曼·塔西爾（英語：Salman Taseer，1944年5月31日—2011年1月4日），是一名巴基斯坦商人和政治人物。他在2008年至2011年被殺前為巴基斯坦旁遮普省的省長。
在擔任省長其間，塔西爾多次批评巴基斯坦的褻瀆法律并为一名因被指褻瀆先知穆罕默德而被判死刑的巴基斯坦女基督徒求情。
2011年1月4日，他的保镖因不同意萨尔曼的政见而在首都伊斯兰堡開槍射殺萨尔曼。他的其中一名兒子在涉事保鏢被執行死刑後亦曾被巴基斯坦塔利班綁架，直至2016年才被釋放。
塔西爾的父亲是一名克什米尔诗人，母亲是一位婚後改信伊斯蘭教的英格蘭人。他和首任妻子Yasmeen Saigol育有一子兩女，而第二任妻子Aamna則為他誕下兩子一女。此外，他还有一名私生子Aatish。